# James Fanchone
James Fanchone (Le Mans, 21 februari 1980) is een Franse voetballer (aanvaller) die sinds 2011 voor de Franse tweedeklasser Le Havre AC uitkomt. Voordien speelde hij voor Le Mans UC, RC Strasbourg en FC Lorient.